# Vincenzo Arecchia
Vincenzo Arecchia (Marcianise, 28 ottobre 1996) è un pugile italiano.

## Carriera
Nella primavera del 2014 ha partecipato ai mondiali Youth di Sofia conquistando la medaglia di bronzo nella categoria 64 kg e la qualificazione ai II Giochi olimpici giovanili estivi a Nanchino, in Cina.
Nell'estate dello stesso anno, Arecchia ha partecipato, quindi ai Giochi olimpici giovanili arrivando a conquistare la medaglia d'oro in una escalation di vittorie che hanno messo in luce le sue qualità tecniche. Ai quarti ha vinto 3-0 contro l'ucraino Viktor Petrov; alle semifinali ha conquistato per 3-0 la medaglia d'argento sottraendola al turco Adem Avci. Senza più avversari, dal momento che il giapponese Toshihiro Suzuki lascia la competizione per KO, Arecchia è arrivato in finale regalando all'Italia il metallo più prezioso.
L'anno d'oro di Arecchia continua ad ottobre nella capitale della Croazia, Zagabria, agli Europei Youth 2014 dove sale sul gradino più alto del podio dopo la netta vittoria per 3-0 sull'ucraino Denis Pesotskyy e riceve il titolo di "Miglior Pugile" della competizione.